# 円明流
円明流（えんみょうりゅう、えんめいりゅう）は宮本武蔵玄信が二天一流創始以前に開いた武術流派。二天一流と異なり投剣（脇差や短刀を投げる手裏剣術）などの剣術以外の武術も多岐に含んでいた。
幕末まで、尾張藩、岡崎藩、龍野藩などで伝えられた。
鳥取藩で伝承された武蔵円明流と、本項の円明流とは技法や形が大きく異なっていたことが、伝書等の比較で判明している。

## 尾張藩に伝承された系統
尾張藩での円明流は、武蔵の弟子の青木金家（鉄人）が伝えた系統と、武蔵が寛永元年（1624年）に尾張に立ち寄った際に教え、武蔵が尾張を去った後、養子の竹村頼角（竹村与右衛門）によって伝えられた系統がある。
竹村頼角の系統は、武蔵が尾張を去った後、尾張藩士の寺尾直正が教えを請うたので、武蔵は養子の竹村頼角を尾張藩に推薦したことにより伝わったものである。
林資龍（武蔵にも学んだ）や八田智義が竹村より印可を受けた。また、青木の弟子の山田盛次に学んだ彦坂忠重も竹村に弟子入りした。
八田智義は柳生新陰流で使われている袋竹刀を使って指導したという。これ以降、尾張系の円明流は稽古に袋竹刀を使うようになった。八田より印可を受けた左右田邦俊は門弟千人に及び、尾張藩では円明流が藩の主要な剣術流派の一つになるほど盛んとなった。
左右田邦俊が、武蔵の百回忌の1744年（延享元年）に建立した「新免武蔵守玄信之碑」が、現在も愛知県名古屋市南区の笠覆寺に残っている。
尾張藩の支藩の高須藩には、竹村頼角の弟子の久野角兵衛と左右田邦俊の弟子の菅谷興政の2系統で伝わった。
左右田家は尾張藩の円明流師範家となったが、邦俊の4代後の左右田邦淑が追放となり左右田家は断絶したので、邦淑の弟子の市川長之が円明流を継承し、市川家が円明流師範家となった。市川家は貫流槍術師範家でもあったため、これ以降、市川家では貫流槍術と円明流剣術が併伝されるようになった。
現在、貫流槍術に伝えられている剣術「とのもの太刀」に円明流の技が残っているほか、尾張柳生の一部の道場で市川家の系統の円明流も伝承されている。
これとは別に、宮本武蔵が尾張滞在中に伝えたとされる正統尾張円明流を復元する団体もある。

## 龍野藩に伝承された系統
龍野藩での円明流は、武蔵が龍野城下の円光寺に滞在した際に教えたことに始まる。この際、円光寺住職の弟の多田頼祐や龍野藩家老の脇坂玄蕃が武蔵より円明流の教えを受け、龍野藩では幕末まで円明流が盛んとなった。
多田頼祐の養子の多田祐久は、頼祐の弟子の三浦延貞より円明流と水野流居合を学んだ後、武蔵の弟子の柴任重矩より二天一流も学び、これを採り入れた多田円明流を開いた。その後、祐久は広島藩に仕官した。祐久が広島藩に仕官したことにより、多田家は広島藩の剣術師範家のひとつとなった。